# إبراهيم البازوري العاملي
الشيخ إبراهيم بن إبراهيم بن فخر الدين البازوري العاملي. هو رجل دين شيعي وأديب وشاعر عاملي أي من جبل عامل، ونسبة إليه اكتسب لقب العاملي وأما لقب البازوري فهو نسبة إلى البازورية، وهي إحدى القرى القريبة من صور في جنوب لبنان وكان معاصراً للحر العاملي. وقد امتدحه في ترجمته له بكتابه أمل الآمل حيث قال: ”كان فاضلاً صدوقاً صالحاً شاعراً أديباً من المعاصرين“.

## أساتذته
من أسماء أساتذته يمكن القول أنه تلقى علومه بين جبل عامل وإيران، ومن أبرز أساتذته:
1. الشيخ بهاء الدين العاملي. (الشيخ البهائي)
2. الشيخ محمد بن الشيخ حسن بن الشهيد الثاني (ابن صاحب المعالم)
3. السيد حسين ابن السيد محمد صاحب المدارك

## مؤلفاته
له عدد من المؤلفات لم يصلنا منها سوى:
| - رحلة المسافر وغنية عن المسامر. | - ديوان شعر. ديوان شعر صغير. |

## شعره
من شعره قوله من قصيدة يرثي بها أستاذه بهاء الدين محمد بن حسين العاملي:

### كتب
- أمل الآمل في تراجم علماء جبل عامل. محمد بن الحسن الحر العاملي، طبع النجف - العراق، 1385 هـ، منشورات مطبعة الآداب.
- أعيان الشيعة. محسن الأمين، طبع بيروت - لبنان، تاريخ الطبع مفقود، منشورات دار التعارف.
- الذريعة إلى تصانيف الشيعة. آغا بزرگ الطهراني، طبع بيروت - لبنان، 1403 هـ / 1983 م، منشورات دار الأضواء.
- كشف الحجب والأستار عن أسماء الكتب والأسفار. إعجاز حسين النيسابوري الكنتوري، طبع قم - إيران، 1409 هـ، منشورات مكتبة آية الله المرعشي النجفي.

### إشارات مرجعية
1. ↑  عبد الحسين الشبستري، عبد الحسين. "البازوري". مشــاهير شــعراء الشيعة / الجزء الأول. مركز آل البيت العالمي للمعلومات. مؤرشف من الأصل في 06 يونيو 2014. اطلع عليه بتاريخ تشرين 2013. {{استشهاد ويب}}: تحقق من التاريخ في: |تاريخ الوصول= (مساعدة)، الوسيط |archivedate= و|تاريخ أرشيف= تكرر أكثر من مرة (مساعدة)، الوسيط |archiveurl= و|مسار أرشيف= تكرر أكثر من مرة (مساعدة)، الوسيط |الأخير= و|مؤلف= تكرر أكثر من مرة (مساعدة)، والوسيط |حالة المسار= و|url-status= تكرر أكثر من مرة (مساعدة)
2. ↑  الأمين، محسن. أعيان الشيعة - ج2. ص. 107. مؤرشف من الأصل في 2019-12-09.
3. 1 2 3  
العاملي، الحر. أمل الآمل في تراجم علماء جبل عامل - ج1. ص. 25. مؤرشف من الأصل في 2019-12-09.
4. ↑  الطهراني، آغا بزرگ. الذريعة إلى تصانيف الشيعة - ج10. ص. 170. مؤرشف من الأصل في 2020-01-10.
5. ↑  
حسين، السيد إعجاز. كشف الحجب والأستار عن أسماء الكتب والأسفار. ص. 223. مؤرشف من الأصل في 2019-12-09.